# Seznam občin v Sloveniji (1960)
Seznam občin v Ljudski republiki Sloveniji leta 1960.

## Zakonodaja
Leta 1960 je bil sprejet Zakon o območjih okrajev in občin v Ljudski republiki Sloveniji, s katerim je bila Slovenija razdeljena na 8 okrajev in 83 občin.

## Seznam
- Okraj Celje

- Občina Celje
- Občina Laško
- Občina Mozirje
- Občina Slovenske Konjice
- Občina Šentjur pri Celju
- Občina Šmarje pri Jelšah
- Občina Šoštanj
- Občina Žalec

- Okraj Gorica

- Občina Ajdovščina
- Občina Bovec
- Občina Dobrovo
- Občina Idrija
- Občina Kanal
- Občina Kobarid
- Občina Nova Gorica
- Občina Tolmin

- Okraj Koper

- Občina Hrpelje
- Občina Ilirska Bistrica
- Občina Izola
- Občina Koper
- Občina Piran
- Občina Postojna
- Občina Sežana

- Okraj Ljubljana

- Občina Cerknica
- Občina Dobrova pri Ljubljani
- Občina Domžale
- Občina Grosuplje
- Občina Hrastnik
- Občina Ivančna Gorica
- Občina Kamnik
- Občina Kočevje
- Občina Litija
- Občina Ljubljana-Bežigrad
- Občina Ljubljana-Center
- Občina Ljubljana-Črnuče
- Občina Ljubljana-Moste
- Občina Ljubljana-Polje
- Občina Ljubljana-Rudnik
- Občina Ljubljana-Šentvid
- Občina Ljubljana-Šiška
- Občina Ljubljana-Vič
- Občina Logatec
- Občina Loška dolina
- Občina Medvode
- Občina Ribnica
- Občina Trbovlje
- Občina Vrhnika
- Občina Zagorje ob Savi

- Okraj Maribor

- Občina Dravograd
- Občina Lenart
- Občina Maribor-Center
- Občina Maribor-Tabor
- Občina Maribor-Tezno
- Občina Ormož
- Občina Ptuj
- Občina Radlje ob Dravi
- Občina Ravne na Koroškem
- Občina Slovenj Gradec
- Občina Slovenska Bistrica

- Okraj Murska Sobota

- Občina Beltinci
- Občina Gornja Radgona
- Občina Lendava
- Občina Ljutomer
- Občina Murska Sobota
- Občina Petrovci - Šalovci

- Okraj Novo mesto

- Občina Brežice
- Občina Črnomelj
- Občina Metlika
- Občina Novo mesto
- Občina Senovo
- Občina Sevnica
- Občina Trebnje
- Občina Videm - Krško
- Občina Žužemberk

- Okraj Kranj

- Občina Bled
- Občina Bohinj
- Občina Jesenice
- Občina Kranj
- Občina Radovljica
- Občina Škofja Loka
- Občina Tržič
- Občina Železniki
- Občina Žiri